# Halloy (Pas-de-Calais)
Halloy je francouzská obec v departementu Pas-de-Calais v regionu Hauts-de-France. Žije zde 196 obyvatel.

## Geografie
Obec leží u hranic departementu Pas-de-Calais s departementem Somme.

### Sousední obce
| Růžice kompasu | Grouches-Luchuel (Somme) | Lucheux (Somme) |         | Růžice kompasu |
| Růžice kompasu |                          | Sever           | Pommera | Růžice kompasu |
| Růžice kompasu | Halloy (Pas-de-Calais)   |                 | Pommera | Růžice kompasu |
| Růžice kompasu | Jih                      |                 | Pommera | Růžice kompasu |
| Růžice kompasu | Amplier                  | Orville         |         | Růžice kompasu |